# Heteroseksualnost
Heteroseksualnost je romantična privlačnost, spolna privlačnost ali spolno vedenje med osebami nasprotnega biološkega ali družbenega spola. Kot spolna usmerjenost je heteroseksualnost "dolgotrajen vzorec čustvene, romantične, in/ali spolne privlačnosti" do oseb nasprotnega spola; "velja tudi za človekov občutek identitete, ki temelji na teh privlačnostih, povezanih z vedenjem in s pripadnostjo v skupnosti tistih z enakimi privlačnostmi."

## Jezik

### Etimologija
Skupaj z biseksualnostjo in homoseksualnostjo je heteroseksualnost ena izmed treh glavnih kategorij spolne usmerjenosti na heteroseksualno–homoseksualnem kontinuumu. Tistemu, ki je heteroseksualen, pogosto pravijo straight.

## Simboli
Predpona hetero- izvira iz grške besede έτερος [héteros] – ki pomeni "nasprotno" ali "drugo", v znanosti se uporablja kot predpona, ki pomeni "različno" – in latinske besede za seks (tj. zanični seks ali spolna diferenciacija). Izraz "heteroseksualnost" je prvič izšel leta 1892 v prevodu C. G. Chaddocka Krafft-Ebingovega dela "Psychopathia Sexualis". Samostalnik "homoseksualec" je stopil v rabo leta 1920, vendar ni dosegel razširjene rabe vse do 1960-ih. Pogovorna okrajšava "hetero" se je pojavila leta 1933. Abstraktni samostalnik "heteroseksualnost" je bil prvič zabeležen leta 1900. Beseda "heteroseksualen/-ec" je bila v slovarju Merriam-Webster's New International Dictionary navedena kot medicinski izraz za "bolestno spolno strast do osebe nasprotnega spola"; vendar pa je leta 1934 v njihovem Second Edition Unabridged bila opredeljena kot "pojav spolne strasti do osebe nasprotnega spola; normalna spolna usmerjenost". 
Pridevnik heteroseksualen se uporablja za intimne odnose ali spolne odnose med moškim in žensko.
1. ↑  »Sexual orientation, homosexuality and bisexuality«. American Psychological Association. Arhivirano iz prvotnega spletišča dne 8. avgusta 2013. Pridobljeno 21. januarja 2017.
2. ↑  »APA California Amicus Brief« (PDF). Courtinfo.ca.gov. Pridobljeno 21. januarja 2017.
3. ↑  p.345, Klein
4. ↑  »Hetero | Define Hetero at Dictionary.com«. Dictionary.reference.com. Pridobljeno 7. julija 2016.
5. ↑  p.22, Mills
6. ↑  (p. 92, Katz)